# 紐華克 (加利福尼亞州)
紐華克（英語：Newark），是美国加利福尼亚州阿拉梅达县下属的一个城市。于1955年9月22日建市。城市面积约为35.9平方公里，根据2010年美国人口普查，该市有人口42,573人。